# Никитина, Ирина Аркадьевна
Ирина Аркадьевна Никитина (1 июля 1914, Харбин — 22 февраля 2003, Москва) — советский и российский историк. Доктор исторических наук, профессор. Профессор и заведующая кафедрой новой и новейшей истории исторического факультета Московского педагогического государственного университета.

## Биография
Родилась 1 июля 1914 года в Харбине в семье российского служащего на Китайско-Восточной железной дороге Аркадия Ивановича Орлова (репрессирован в 1937 году, реабилитирован посмертно) и учительницы Марии Николаевны Орловой.
В 1932 году переехала вместе с семьёй в Москву.
В 1933—1934 годы училась в Московской консерватории по классу фортепиано.
В 1934—1940 годы — учёба на историческом факультете Московского государственного университета (среди её учителей были Е. А. Косминский, С. Д. Сказкин, В. М. Хвостов, Н. М. Лукин, С. Б. Кан).
В 1940—1941 годы — учитель истории в школе № 41 Фрунзенского района Москвы.
В 1943—1946 годы — учёба в аспирантуре Московского государственного педагогического института имени В. И. Ленина.
В 1944—1946 годы — ассистент исторического факультета МГПИ.
В 1946 году защитила диссертацию на соискание учёной степени кандидата исторических наук нар теме «Вильям Коббет и проблемы аграрного развития Англии в конце XVIII — начале XIX в.».
В 1946—1948 годы — старший научный сотрудник в Государственном научном институте «Советская энциклопедия».
В 1948—1960 год — доцент Московского городского педагогического института имени В. П. Потёмкина.
18 июня 1948 года — присвоено учёное звание доцента.
В 1960—2003 годы — работа на историческом факультете Московского государственного педагогического института имени В. И. Ленина (с 1990 года — Московский педагогический государственный университет) — доцентом, старшим научным сотрудником, профессором, заведующей кафедрой новой и новейшей истории, профессором-консультантом.
24 апреля 1967 года защитила диссертацию на соискание учёной степени доктора исторических наук по теме «Захват бурских республик Англией (1899—1902 гг.)».
31 декабря 1969 года — присвоено учёное звание профессора.
Умерла 22 февраля 2003 года в Москве. Урна с прахом захоронена на Даниловском кладбище.

## Научная деятельность
В сферу научных интересов Никитиной И. А. входило исследование творчества Сильвена Марешаля, проблемы франко-прусской войны 1870—1871 годов и Второй империи во Франции, историография, вопросы истории Колумбии, Гватемалы, Парагвая и Гаити.
Ирина Аркадьевна проводила большую педагогическую работу, читала курс по новой истории западноевропейских стран, вела страноведческие курсы на профильных факультетах университета, проводила спецсеминары по актуальным проблемам всеобщей истории. Вела спецсеминар, посвященный историческому анализу произведений мировой литературы. За годы работы под её руководством защищено 40 кандидатских и докторских диссертаций.
И. А. Никитиной опубликовано более 20 научных работ среди которых две фундаментальные монографии, несколько учебных пособий для высшей школы по новой и новейшей истории. Являлась соавтором учебников и сборников документов по истории нового и новейшего времени для высшей школы. Проводила редакторскую работу научных публикаций. Ряд её научных статей по истории стран Латинской Америки включены в справочник «Латинская Америка в 1947-70 гг.».

## Награды
- Отличник народного просвещения РСФСР (1963)
- Внесена в Книгу почёта МГПИ (1973)

## Научные труды

### Монографии, учебные пособия
- Никитина И. А. Франко-прусская война и крушение Второй империи: Лекция. — М.: МГПИ имени В. П. Потёмкина, 1956. — 24 с.
- Никитина И. А. Захват бурских республик Англией. (1899—1902 гг.). — М.: Наука, 1970. — 213 с.
- Никитина И. А. и др. Проблемы новой и новейшей истории стран Запада и Востока: Сборник трудов / отв. ред. И. А. Никитина. — М.: МГПИ, 1976. — 240 с.
- Никитина И. А. и др. Проблемы историографии: Сборник трудов / отв. ред. И. А. Никитина. — М.: МГПИ, 1977. — 292 с.
- Никитина И. А. и др. Новая история: учебник для педагогических институтов / под ред. акад. А. Л. Нарочницкого. — Изд. 3-е, испр. и доп.. — М.: Просвещение, 1978. — 717 с. — 100 000 экз.
- Никитина И. А. и др. Историография истории нового времени: Учебно-методическое пособие / Под ред. В. И. Овсянникова, В. Г. Сироткина. — М.: Просвещение, 1989. — 172 с. — ISBN 5-09-001564-3.
- Никитина И. А. и др. Сборник документов по истории нового времени: буржуазные революции XVII—XVIII вв.: Учебное пособие для вузов по специальности «История» / Под ред. В. Г. Сироткина. — М.: Высшая школа, 1990. — 301 с. — ISBN 5-06-000428-7.

### Статьи
- Никитина И. А. Борьба классов и партий в Англии во время англо-бурской войны // Учёные записки Московского государственного педагогического института им. В. И. Ленина: Труда кафедры новой и новейшей истории: Из истории рабочего и национально-освободительного движения : сборник научных статей. — М.: Просвещение, 1967. — Вып. 224. — С. 195—297.
- Дунаевский В. А., Никитина И. А., Кан А. С. Сергей Борисович Кан (1896—1960) // Портреты историков. Т. 4. М.: Наука, 2004. С. 228—244.